# Zwergwaran
Der Zwergwaran (Varanus primordius) ist eine Art der Warane die endemisch in Australien ist. V. primordius gehört der Untergattung Odatria an. Die Erstbeschreibung dieser Art erfolgte 1942 durch den deutschen Biologen Robert Mertens.

## Körperbau und Aussehen
Mit der Gesamtlänge von 30 cm und mit einer Kopf-Rumpf-Länge von 13 cm gehört diese Art zu den Kleinwüchsigen unter den Waranen. Der Habitus von V. primordius erinnert sehr stark an den Storrs Zwergwaran (Varanus storri). Sie ähneln sich auch in der Lebensweise. Einige Merkmale in der Pholidose unterscheiden die beiden Waranarten deutlich. Auf der Oberseite hat der Zwergwaran eine blasse, dunkel rötlichbraune Grundfärbung, mit zahlreichen zerstreuten dunkelbraunen bis schwarzen Schuppen, die gelegentlich ein Netzmuster bilden. Ein dunkler schlecht sichtbarer Temporalstreifen ist bei den meisten Tieren vorhanden. Der Hals ist auf beiden Seiten und auf der Unterseite weiß oder cremefarben. Die Kopfschuppen sind klein, unregelmäßig angeordnet und glatt. Ihr Nasenloch liegen seitlich und ist ein wenig näher zur Schnauzenspitze gelegen als zum Auge. Um die Körpermitte sind weniger als 70 Schuppenreihen angeordnet. Im Querschnitt ist der Schwanz rund, ohne Anzeichen eines dorsalen Kiels. Sein Schwanz ist etwa 1,4 mal so lang wie die Kopf-Rumpf-Länge. Die caudalen, zum Schwanz hin gelegenen, Schuppen des Zwergwarans sind stark gekielt, wobei jeder Kiel in einem kurzen, aber deutlich sichtbaren Stachel endet.

## Verbreitung und Lebensraum
Der Zwergwaran hat lückenhafte Verbreitungsgebiete innerhalb eines eingeschränkten Bereiches im nordwestlichen Northern Territory, Australien. Sein Verbreitungsgebiet erstreckt sich von Darwin bis südlich nach Katherine und von Kakadu westwärts bis zur Daly-River-Region. Innerhalb der Daly-River-Region ist sein Verbreitungsgebiet durch ungeeignete Lebensräume beschränkt. Das Verbreitungsgebiet endet im Osten am South Alligator River. Er lebt dort auf steinigem Untergrund, wo er sich in Spalten und unter größeren Steinen verstecken kann. Häufig wird der Zwergwaran am Adelaide River (NT) gesichtet.

## Lebensweise
Mit seinem kräftigen stacheligen Schwanz verkeilt er sich in Felsspalten, sodass eventuelle Beutegreifer wenig Chancen haben, ihn dort herauszuziehen. Der Zwergwaran ernährt sich vermutlich hauptsächlich von Insekten. Über seine Lebensweise ist nur wenig bekannt.

## Systematik
Mertens (1942d, 1963) beschrieb den Zwergwaran als Unterart des Stachelschwanzwarans (Varanus acanthurus). Storr (1980) erhob diese Unterart nach einer von ihm durchgeführten taxonomischen Untersuchungen in den Artstatus. Im Englischen heißt die Art Northern Blunt-spined Monitor.